# Лебеда стреловидная
Лебеда стреловидная (лат. Atriplex sagittata) — вид травянистых растений рода Лебеда (Atriplex) семейства Амарантовые (Amaranthaceae).

## Ботаническое описание

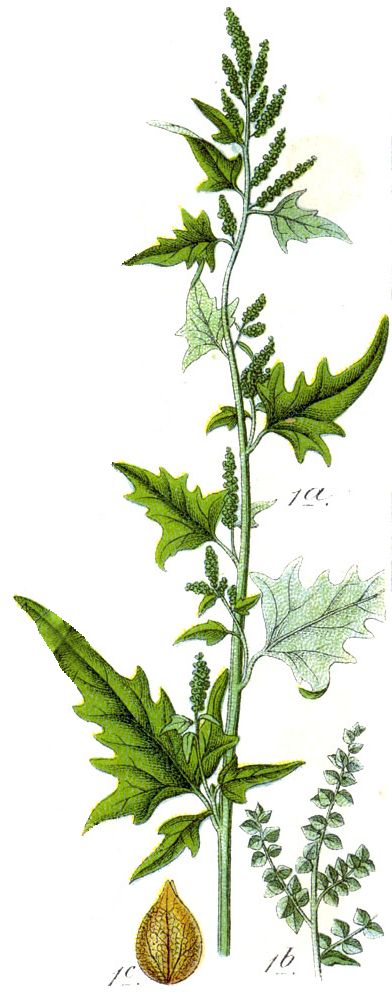

Однолетнее травянистое растение, стебель прямостоячий, ветвистый, 50—120 см высотой. Листья очерёдные, на верхней стороне зелёные и блестящие, снизу беловато мучнистые, недлинно-черешковые, нижние треугольные или стреловидно-треугольные, с сердцевидным или почти прямо-усечённым основанием, длинно-заострённые, по краям в нижней части крупно-выемчато-зубчатые; пластинка их 4—8 см длиной и 2—4 см шириной, в 3—4 раза длиннее черешка. Самые верхние листья ланцетовидные и нередко цельнокрайные.
Цветочные пучки на концах стебля и ветвей в прерывистых колосьях, образующих в общем пирамидальное соцветие. Женские цветки двоякого рода; одни с 5-раздельным околоцветником и с яйцевидными долями, завязь и плод в них сжаты с поверхности; другие — без околоцветника, но с прицветниками, которые при плодах сросшиеся лишь при основании, яйцевидные, заострённые, цельнокрайные, на поверхности гладкие, 5—7 мм длиной и 4—5 мм шириной.

## Распространение и экология
Европа, Кавказ, Сибирь и Средняя Азия. Встречается по солончакам, на пустырях, у дорог и на сорных местах.

## Синонимы
- Atriplex acuminata Waldst. & Kit. (1803)
- Atriplex argentea Pall. ex Steud. (1840), nom. inval.
- Atriplex lucida Desf. ex Mert. & W.D.J.Koch (1826)
- Atriplex nitens Schkuhr (1802), nom. superfl. — Лебеда глянцевитая
- Atriplex viridis Moq. (1849), nom. illeg.
- Obione acuminata (Waldst. & Kit.) S.C.Sand. & G.L.Chu (2017)

и другие.